# Bickensohl
Bickensohl ist ein im Kaiserstuhl in Südwestdeutschland gelegenes und zur Stadt Vogtsburg im Kaiserstuhl gehörendes Winzerdorf mit etwa 400 Einwohnern.

## Geographie

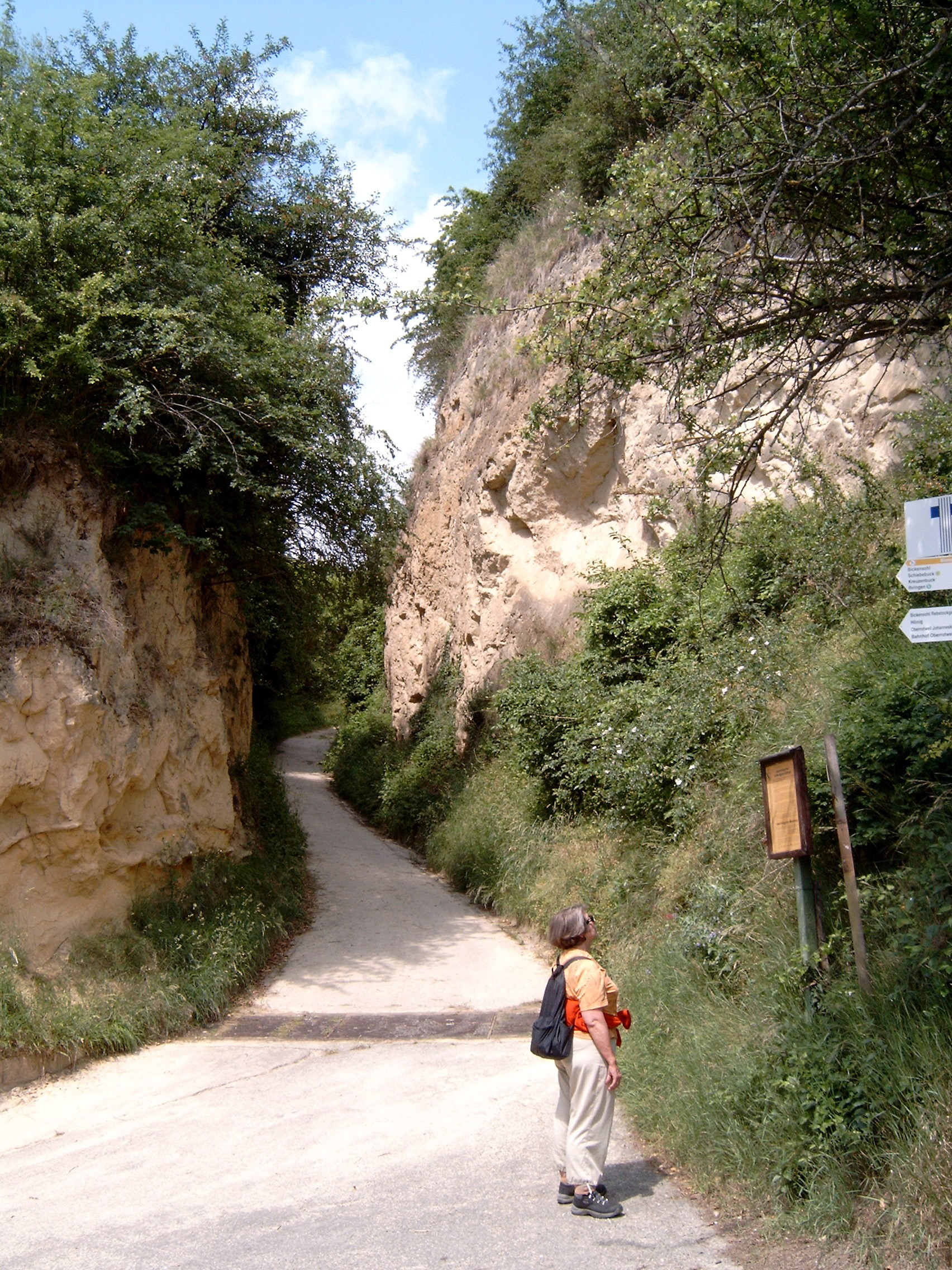
Lösshohlweg Eichgasse

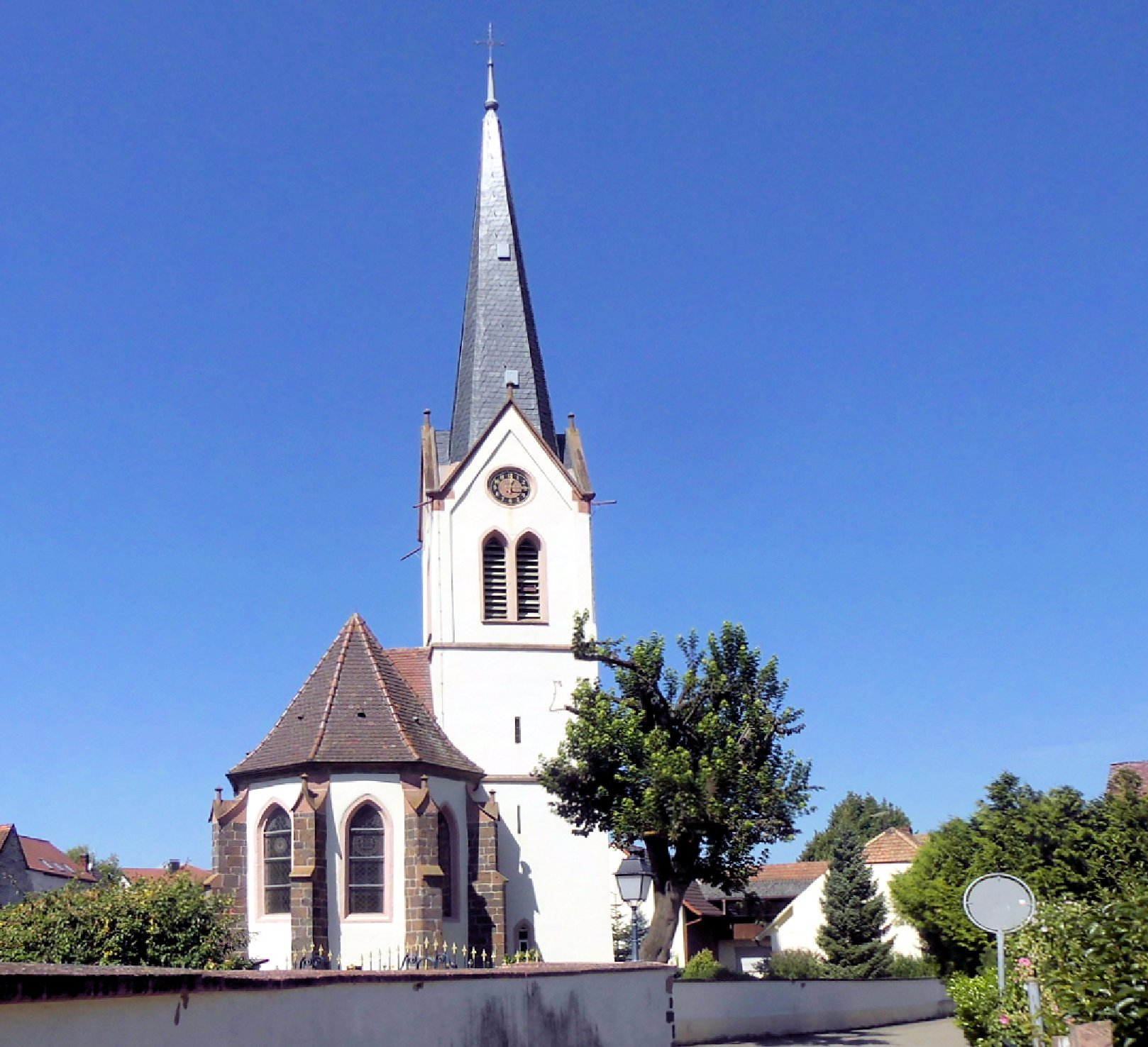
Evangelische Kirche Bickensohl

Bickensohl liegt im Seitental des Eschbach im Süden der Gesamtgemeinde Vogtsburg, etwa 1,5 km vom nördlich gelegenen Oberbergen entfernt. Das Dorf ist von Weinbergen umgeben, besitzt jedoch auch Waldgebiete, hauptsächlich zum Hauptgipfel des Kaiserstuhls, dem 557 m hohen Totenkopf hin. In Bickensohl gibt es, für den Kaiserstuhl typische Lösshohlwege, etwa die „Eichgasse“.
Bickensohl liegt am 16 km langen Wanderweg „Bienenfresserpfad“, der den Kaiserstuhl von Ihringen im Süden bis Königschaffhausen im Norden durchquert. Ferner gibt es einen knapp sieben Kilometer langen Lösshohlwegepfad rund um das Dorf.

## Geschichte
Der Name Bickensohl wird erstmals in einer Schenkungsurkunde Kaiser Heinrichs III. aus dem Jahr 1048 als villa Piccensole erwähnt. Während sich der erste Teil des Namens auf eine Person bezieht, steht sol, der zweite Teil, für einen feuchten Ort. Der Ort befand sich damals im Besitz des Basler Domkapitels. Die Pfarrkirche St. Jakob wurde erstmals 1139 erwähnt. 1864 wird die Kirche erweitert und 1973 renoviert. 1975 erhält die Kirche die heutige Orgel von Orgelbau Vier.
Im 14. Jahrhundert besaßen die Üsenberger die Vogtei über diesen Basler Besitz. Bickensohl war jedoch an die Herren von Falkenstein verpfändet worden. Diese setzten sich gegen Übergriffe in ihre Gerichtsbarkeit durch den üsenbergischen Vogt in Achkarren zur Wehr, was zu einer Fehde mit den Üsenbergern Burkhard III. und Gebhard führte  und damit zum Kaiserstühler Krieg von 1320 bis 1322.
Die Falkensteiner gingen als Sieger aus dem Konflikt hervor und behielten den Besitz, der 1407 an die Schnewlin von Landeck und Jakob von Weisweil überging. Die Herren von Staufen befanden sich später im Besitz der Ortsherrschaft, verkauften sie jedoch 1461 an den Markgrafen von Baden. Dieser ordnete Bickensohl der Herrschaft Hachberg zu.
Mitte des 16. Jahrhunderts nahmen die Bickensohler den neuen Glauben der Reformation an. Bickensohler Weinlagen werden erstmals 1558 urkundlich erwähnt. 1924 wurde die Winzergenossenschaft Bickensohl von 45 Mitgliedern gegründet.
Im Jahre 1943 wurde in Bickensohl Deutschlands erste „tönende Dorfchronik“ auf 36 Schallplatten durch das Institut für Rundfunkwissenschaften aufgezeichnet. Unter Mitwirkung des Bürgermeisters, des Ortsbauernführers sowie zahlreicher Einwohner wurden auch Volkssagen und Volkslieder aufgenommen.
Von 1807 bis 1924 gehörte Bickensohl zum Bezirksamt Breisach, bevor es über den Landkreis Freiburg (1938–1972) in den Landkreis Breisgau-Hochschwarzwald eingegliedert wurde.
Die Einwohnerzahl stieg von 387 auf 404.
Am 1. Januar 1975 wurde Bickensohl in die Stadt Oberrotweil eingegliedert, deren Name am 15. April 1977 in Vogtsburg im Kaiserstuhl geändert wurde.

## Politik
Dem Ortschaftsrat gehören sechs Personen an, davon sind zwei Vertreter der Bürgerliste und vier Vertreter der Bickensohler Liste.

## Infrastruktur
Die Evangelische Gemeinde Bickensohl ist Träger des örtlichen Kindergartens.

## Weinbau
Inzwischen hat Winzergenossenschaft 150 Mitglieder, die eine Rebfläche von 140 ha bewirtschaften. Hauptsorten sind der Spätburgunder (34 %) und der Grauburgunder (25 %), der nach Angaben der Winzergenossenschaft Bickensohl erstmals 1985 hier gekeltert und ausgebaut wurde.